# Rømer-satellitten
Rømer-satellitten var en projekteret dansk satellit, som havde til formål at undersøge stjerners alder, temperatur, fysiske forhold og kemiske sammensætning. Rømer skulle have været sendt op med en russiske Sojuz-Fregat-raket i 2006. Projektet strandede imidlertid i november 2002 på manglende politisk opbakning. Rømer er opkaldt efter den danske naturvidenskabsmand Ole Rømer. Satellitten blev aldrig opsendt, men idéen lever videre i andre, udenlandske projekter.
Se også listen med danske satellitter.